# 켄트하우스
켄트 하우스(영어:kent house)는 호주 뉴사우스웨일즈 시드니 88리버풀 거리(영어:88 Liverpool St. Sydney NSW 2000 Australia )에 있는 지하1층 지상 8층의 건물이다.

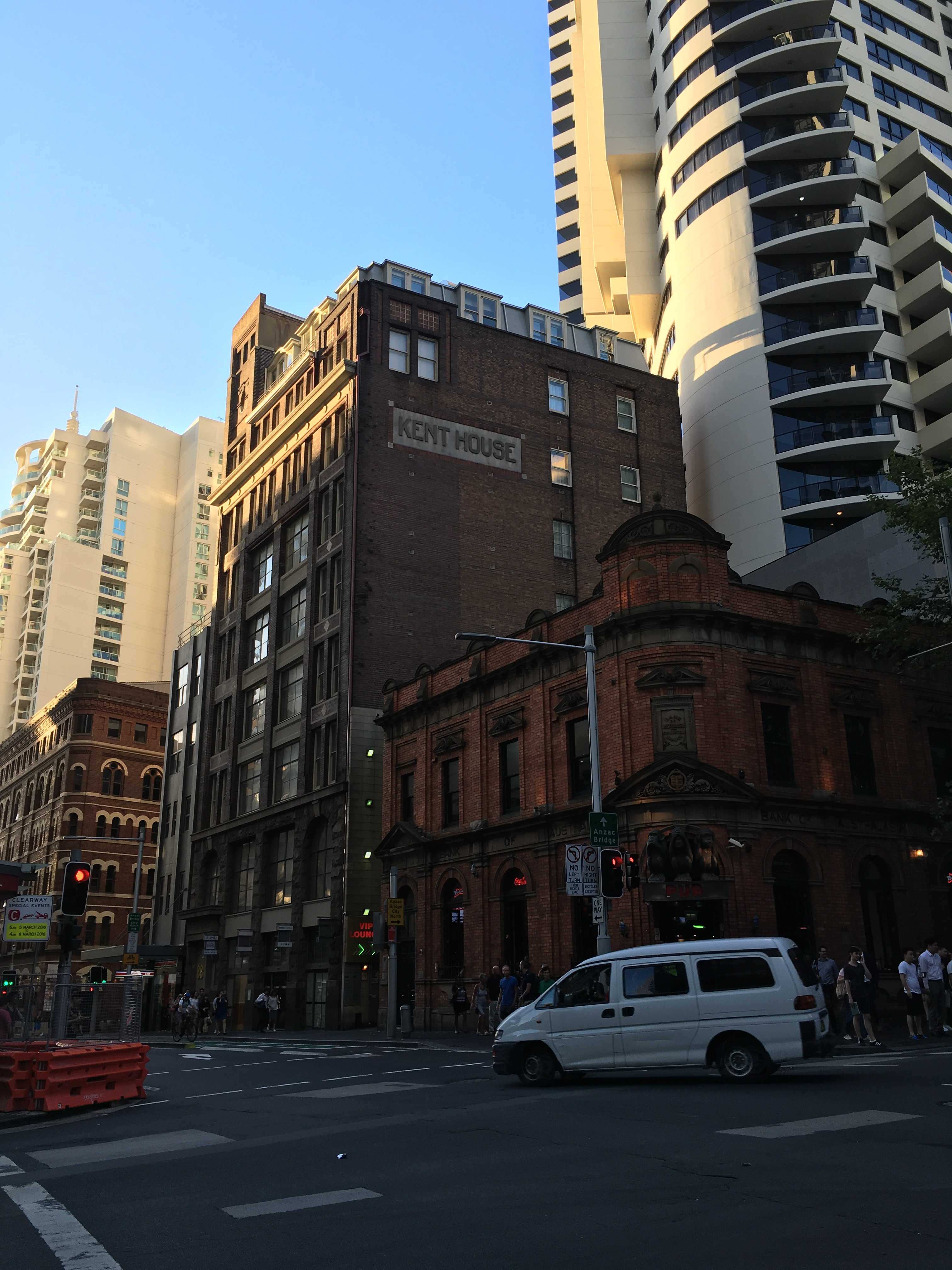
켄트하우스

## 연혁
이 건물은 1912년에 전통적인 창고 건축 양식에 따라 만들어졌으며 당시에는 연방정부의 가장 큰 창고로 사용되었다는 중요한 의의를 갖는다. 그 후 1960년에 스페인 문화원으로 용도가 변경된뒤 2014년부터 중국계 호텔체인으로 바뀌어 현재까지 사용되고 있다.

### 건축양식
이 건물의 앞면은 볼드한 벽돌 양식이며 전체적으로 건축 당시의 시카고(영여:chicago) 스타일을 따르고 있다. 영국 태생 호주 건축가인 해리 켄트(영어:Harry Kent)가 설계하였으며 내부를 목재를 포스트앤빔(영어:post and beam)공법을 사용한 창고로는 호주에서 가장 높은 창고이다. 벽돌로 지은 주변 벽과 목재 기둥, 대들보와 도리의 내부 구조로 건축되었으며 금속 프레임으로 된 거대한 창이 전면부에 있다. 천장은 당시 창고 건축 양식과 같이 회반죽 및 플라스틱 보더로 이루어져 있다. 또한 건축물의 동쪽 면에는 벽돌을 이용하여 건축가의 이름을 딴 켄트 하우스가 거대한 이름으로 적혀있다.

#### 건물의 의의
켄트 하우스는 19~20세기에 연방정부의 창고로 사용된 건물 중에서 가장 큰 규모였다는 의의를 갖는다. 당시 부두 근처에서는 말과 유압장치를 이용해서 운송을 하였으므로 부두가에서 멀리 떨어지지 않은 곳에 연방정부의 창고가 다수 존재했는데 이 중에서도 켄트 하우스는 당시에는 가장 높고 규모가 큰 창고 건물이었다. 위치적으로도 이 건물은 시드니 시청과 부둣가에서 멀리 떨어지지 않은 시드니의 중심가에서 백년이 넘는 시간을 유지해온 건물이라는 역사적 의의를 갖는다. 연방정부의 창고로 사용되어 온 이 건물은 1960년 대에 스페인의 문화와 요리, 역사등을 전파하는 스페인 문화원으로 사용된다. 그 건물은 시드니에 정착한 스페인 사람들에게 모임 공간을 제공하였을 뿐만 아니라 스페인 문화의 보급에 앞장서는 중심지가 되었다는 사회적 의의를 갖는다. 건축가 헨리켄트는 켄트 하우스의 건축 이후 건축가로서의 자질을 인정받아 캔트앤버든(영어:Kent&budden)이라는 회사를 설립한 뒤 훗날 왕립호주건축협회(영어:RAIA)의 총장을 역임한다. 켄트하우스에는 최초로 금속을 창문에 사용하는 금속 프레임 기법이 도입되었을 뿐만 아니라 완공 당시 가장 큰 창문을 가진 창고 건물이었다는 건축 양식상의 중요 의의도 가진다.

## 참고
- http://www.environment.nsw.gov.au/heritageapp/viewheritageitemdetails.aspx?id=2424178